# Vånafjärden
Vånafjärden is een plaatsaanduiding binnen de Zweedse gemeente Kalix. Het is een gebied dat ligt ten noorden van Karlsborg. In het gebied liggen twee dorpen, Vikmanholmen en Skoghem, die ook de meeste inwoners van het gebied hebben. Vikmanholmen ligt aan Vikmansundet, een baai aan de Botnische Golf. Skoghem ligt in het binnenland.
Våna komt van het Samische woord wuodna, wat zeebaai betekent. Fjärd is fjord. Vånanfjärden heeft derhalve een gelijke naam als Vuono. Vånafjärden en Karlsborg werken samen in VånaBorg.
Bestuurscentrum: Kalix (tätort)
Tätort: Båtskärsnäs · Bredviken · Gammelgården · Karlsborg · Morjärv · Nyborg · Påläng · Risögrund · Rolfs · Sangis · Töre
Småort: Åkroken · Björkfors · Börjelsbyn · Granholmen · Innanbäcken · Innanlandet · Kälsjärv · Lappbäcken · Målson · Månsbyn · Ryssbält · Siknäs · Storön · Stråkanäs · Sören · Vallen · Vånafjärden
Overig: Björkvattnet · Bjumisträsk · Bondersbyn · Brattlandet · Empoberget · Forsbyn · Granån · Grubbnäsudden · Grytnäs · Hällfors · Holmträsk · Hömyrfors · Kamlunge · Klinten · Korpikå · Långfors · Lantjärv · Marieberg · Moån · Östanfjärden · Östra Flakaträsk · Östra Granträsk · Övermorjärv · Räktjärv · Rian · Småkvarn · Sockenträsk · Stora Lappträsk · Storsien · Tjäruträsk · Törböle · Törefors · Västannäs · Västra Flakaträsk · Vitvattnet ·